# Rue André-Antoine
La rue André-Antoine est une voie du 18e arrondissement de Paris, en France.

## Situation et accès
La rue André-Antoine débute au 24, boulevard de Clichy et se termine au 21, rue des Abbesses. En forme d'« Y », cette rue a une de ses branches supérieures qui se termine en impasse et, comme de nombreuses voies de ce quartier, présente une forte déclivité aménagée par un escalier.

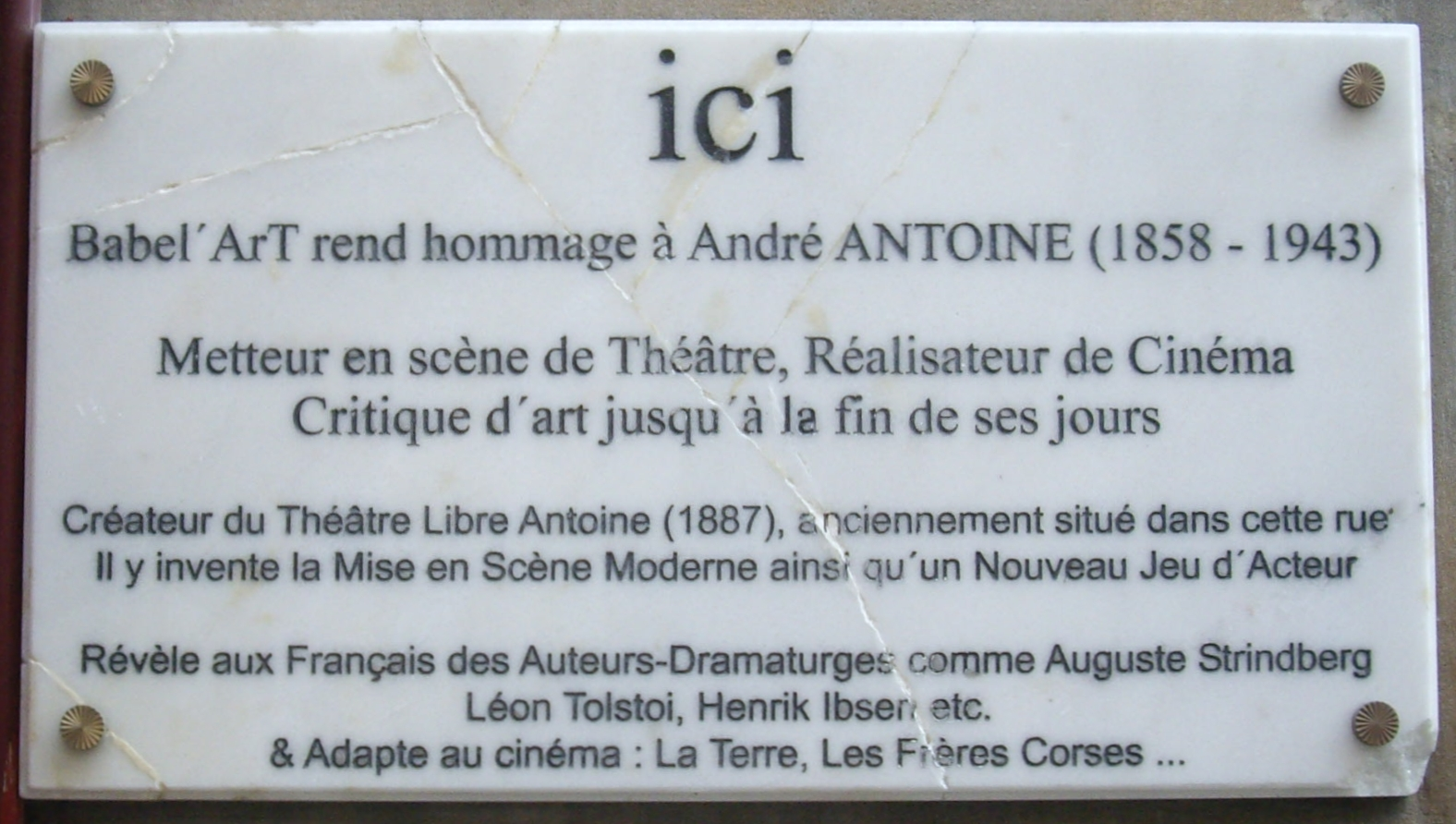
No 10, plaque dédiée à André Antoine.
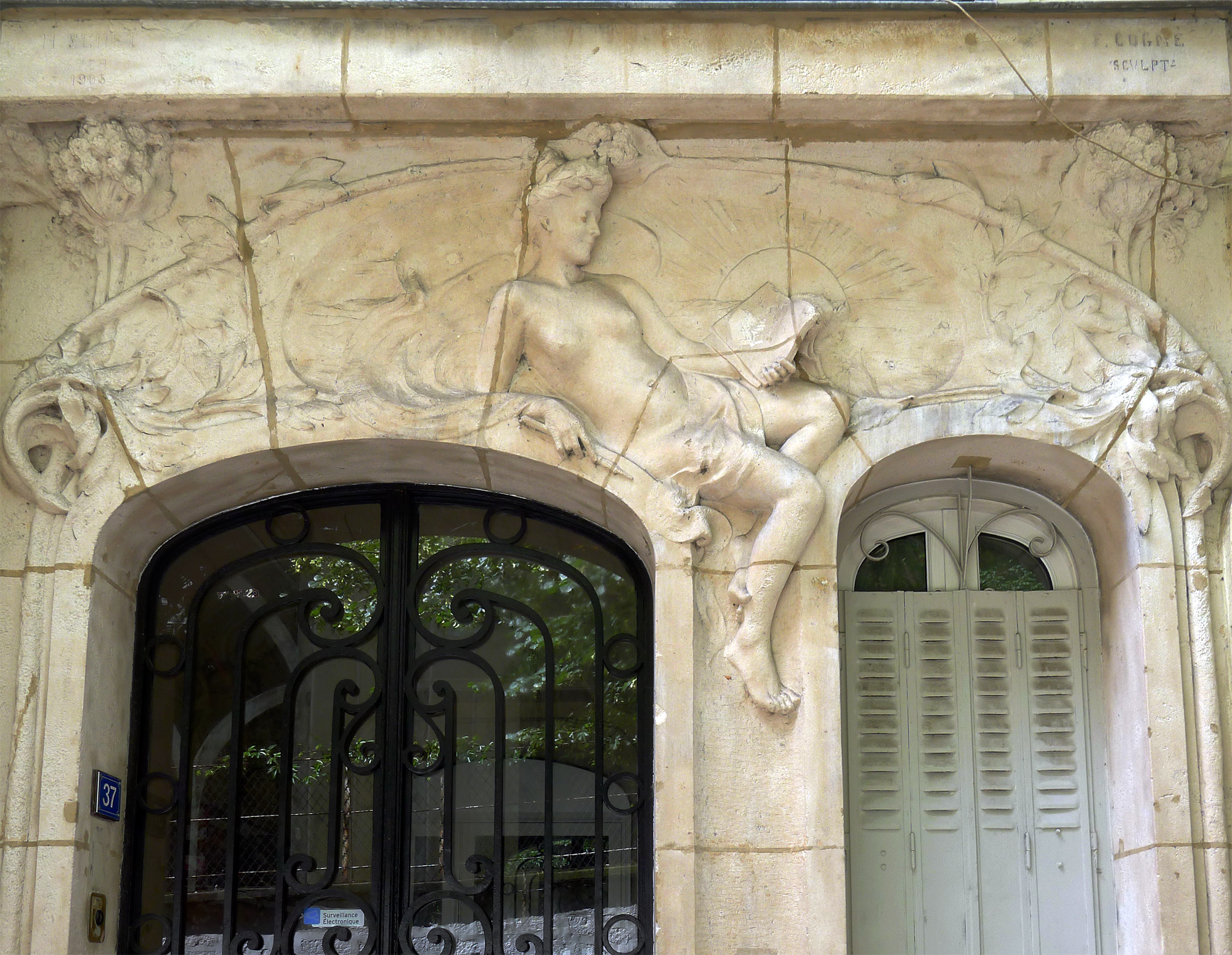
No 37.
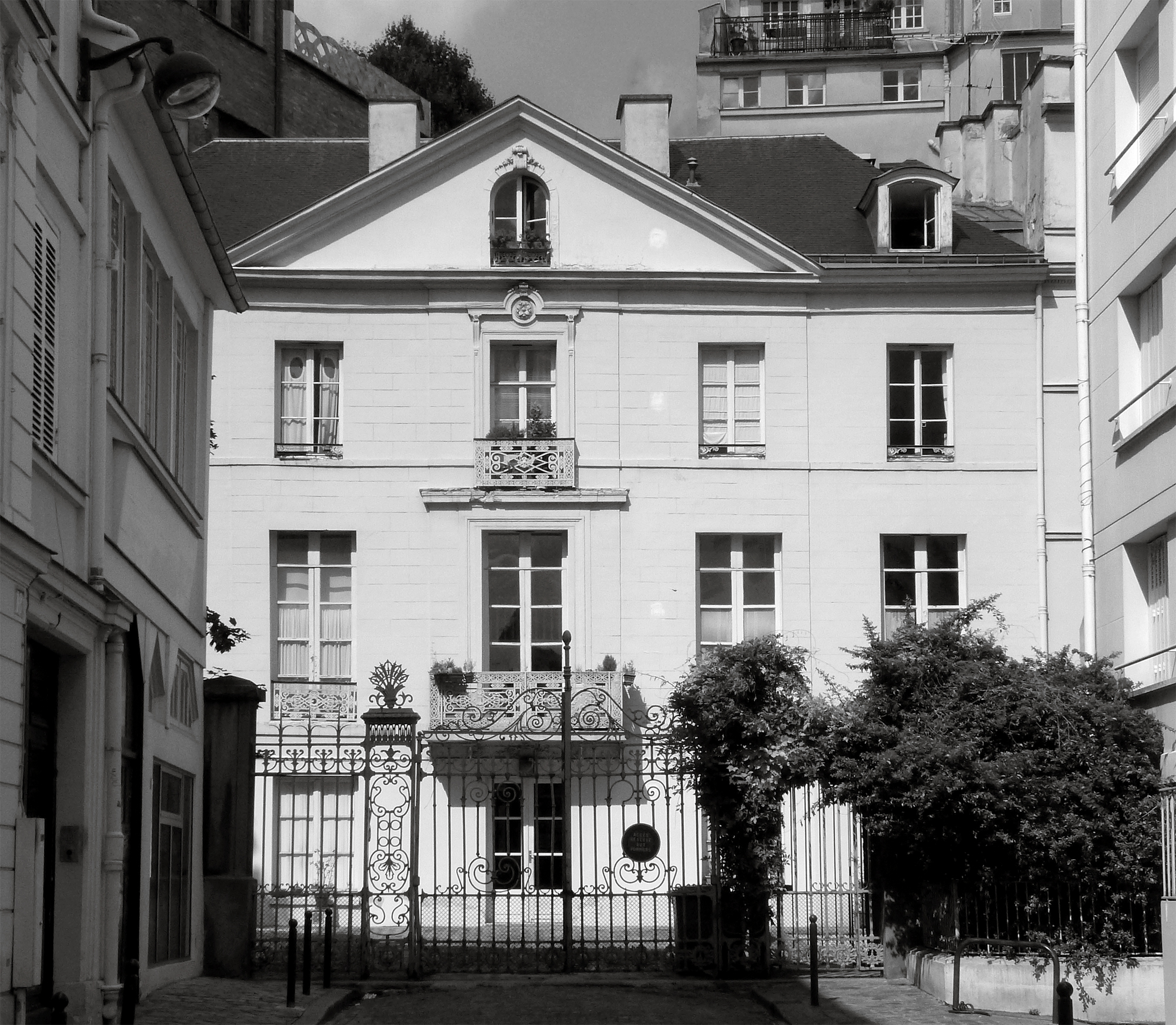
Hôtel particulier au fond de la partie de la rue en impasse.

## Origine du nom
Cette rue honore le comédien André Antoine, fondateur du Théâtre-Libre.

## Historique
Cette rue, percée en 1773 sur des dépendances du comte de Montdidier, s'appelait en 1825 « passage de l'Élysée-des-Beaux-Arts », du nom d'un bal public disparu en 1894, ainsi nommé pour ne pas le confondre avec le bal de l’Élysée-Montmartre.
Le 8 juin 1918, durant la Première Guerre mondiale, un obus lancé par la Grosse Bertha explose dans le passage de l'Élysée-des-Beaux-Arts.
Elle prend, en 1932, le nom de « rue de l'Élysée-des-Beaux-Arts » avant de prendre son nom actuel par un décret préfectoral du 2 août 1951.

## Bâtiments remarquables et lieux de mémoire
- No 10 : entre 1869 et 1896, l'École de musique Niedermeyer y est installée. Plaque commémorative à la mémoire de l'homme de théâtre André Antoine.
- No 14 : hôtel particulier d’époque Louis XVI de la famille de la maison de Rochechouart, ancien pavillon de chasse du XVIIe siècle détruit dont demeure seulement le puits d'époque, immeuble  reconstruit  à la fin du XVIIIe siècle devenu un petit hôtel particulier puis demeure de la cantatrice la Malibran durant la Restauration. Une partie du terrain a été vendue pour l’édification de l’église Saint-Jean de Montmartre[1]. Le peintre et aventurier Eugène Pertuiset a résidé à cette adresse[1].
- No 18 : le peintre Léon Tanzi (1846-1913) demeura à cette adresse au XIXe siècle[4].
- No 37 : emplacement d'une ancienne petite salle de théâtre, où fut créé le Théâtre-Libre (plaque commémorative), avec des sculptures de François Cogné[5].
- No 39 : atelier et résidence de Georges Seurat de 1890 à 1891, qui y vécut avec son modèle Madeleine Knobloch. En 1911, Modigliani vint y habiter[6].